# Jessie Christiansen
Jessie Christiansen est une astrophysicienne australienne travaillant au NASA Exoplanet Science Institute, à Caltech. Elle a remporté la médaille exceptionnelle d'excellence en ingénierie de la NASA en 2018 pour son travail sur les planètes découvertes grâce à Kepler.

## Éducation
En 2002, Jessie Christiansen a obtenu un baccalauréat ès sciences (études avancées) en physique et en mathématiques à l'Université Griffith, à Brisbane, en Australie. Elle a ensuite poursuivi ses études pour obtenir un baccalauréat spécialisé en astronomie de l'Université nationale australienne, à Canberra. Elle a terminé son doctorat (Ph.D.) à l'Université de Nouvelle-Galles du Sud en 2007, sous la supervision de Michael Ashley. Sa thèse nécessita des observations avec l'Automated Patrol Telescope de l'observatoire de Spring Siding.

## Recherche
Après son doctorat, Jessie Christiansen a travaillé en tant que boursière de recherche postdoctorale au Harvard-Smithsonian Center for Astrophysics. Christiansen travaille sur la mission Kepler de la NASA, cataloguant les exoplanètes dans le champ de Kepler. En tant que membre de l'équipe scientifique de Kepler, elle a remporté le prix d'excellence de groupe de la NASA en 2010. Elle participe à la planification de la mission TESS de la NASA, qui cherche dans le ciel entier les planètes les plus proches de la Terre.
Christiansen utilise Citizen Science et Zooniverse pour l'aider dans sa quête d'exoplanètes à l'aide du jeu de données de la mission K2 du télescope spatial Kepler,. Elle a travaillé avec le professeur Ian Crossfield au MIT pour garantir que les données de K2 soient rendues publiques. En janvier 2018, elle a annoncé la découverte de 5 exoplanètes géantes en orbite autour de l'étoile semblable au Soleil K2-138,,,,. Les exoplanètes de ce système constituent alors la plus longue chaîne d'exoplanètes synchronisées jamais découvertes, gravitant dans une résonance presque parfaite avec leur étoile,. Dans une interview accordée à la BBC, Christiansen a évoqué l’importance du crowdsourcing pour les projets de recherche : « Les personnes de n'importe où peuvent se connecter et apprendre à quoi ressemblent de vrais signaux d'exoplanètes, puis examiner de vraies données du télescope Kepler pour classer ou non un signal donné comme un transit, ou simplement du bruit ».
En plus d'être conférencière plénière lors de conférences scientifiques, Christiansen donne des conférences publiques sur ses recherches,. Elle est revenue à son alma mater, l'Université nationale australienne, pour discuter de sa recherche intitulée « Caractériser la complétude du relevé de Kepler ». En juillet 2018, Christiansen a remporté la médaille exceptionnelle d'excellence en ingénierie de la NASA pour ses travaux sur les planètes découvertes grâce à Kepler.

## Engagement public
Christiansen est apparue dans le programme NASA's Unexplained Files de la chaîne Discovery Science. Elle a enregistré une table ronde à Caltech, parlant de la science derrière la série The Expanse de Syfy. En 2018, elle apparaît dans le documentaire Under The Same Stars d'Ali Alvarez, sur les femmes astrophysiciennes américaines. Elle discute également des exoplanètes et de la mission Kepler sur des podcasts scientifiques de vulgarisation,.
Ses écrits ont été publiés sur des sites de vulgarisation scientifique, dont New Scientist, Smithsonian Magazine et BBC News. En 2015, Christiansen a joint 278 autres scientifiques dans une lettre au New York Times pour s'opposer à leur article qui minimisait le traumatisme des personnes ayant accusé le professeur Geoff Marcy d'avances sexuelles,.